# Police Story 2013
Police Story: Lockdown, conosciuto anche come Police Story: Sotto Controllo oppure Police Story 2013, è un film del 2013, diretto da Sheng Ding e interpretato da Jackie Chan, Liu Ye e Jing Tian.
È l'ultimo capitolo della saga iniziata con Police Story nel 1985.

## Trama
Il capitano di polizia Zhong Wen è un uomo che ha sacrificato tutto nella sua vita, dedicandosi anima e corpo alla caccia e alla cattura dei più feroci criminali, ma che ha sempre fatto l'impossibile per essere un padre modello e proteggere l'amata figlia Miao. Dopo anni di lontananza oggi può finalmente riabbracciare la figlia e conoscerne il fidanzato Wu Jiang. Quando però scatta l'ora dell'appuntamento qualcosa va storto e Wu Jiang rivela il suo terribile piano: prendere in ostaggio l'indifesa Miao ed un intero club. Toccherà ancora una volta a Zhong riportare l'ordine e salvare gli ostaggi e l'adorata figlia.